# Mellissa Fung
Pour les articles homonymes, voir Fung.
Mellissa Fung (née en 1972 ou 1973 à Hong Kong) est un reporter de la télévision canadienne avec CBC News, le réseau anglais de Radio-Canada. Elle apparaît régulièrement sur The National.

## Éducation et carrière
Fille de Kellog et Joyce Fung de Vancouver, Fung a passé son enfance à Vancouver et fit ses études à l'Université de la Colombie-Britannique (en 1994) et l'Université Columbia (en 1995). De 2001 jusqu'à février 2003, elle fut reporter avec CBC-TV News à Vancouver. Depuis décembre 2003, elle fut reporter national pour CBC Television et travaille à Toronto et Regina. 
Pendant sa carrière pour les médias nationaux, elle a fait des reportages sur de nombreux sujets des affaires canadiennes et mondiales, tels que le procès de Robert Pickton, l'épidémie de SRAS au Canada en 2003, le procès de Mike Danton, l'élection provinciale saskatchewanaise de 2007, et les Jeux olympiques d'été de 2008 à Pékin. En 2007 et 2008, CBC l'a envoyée en mission en Afghanistan à deux reprises pour faire des reportages sur la présence des militaires canadiens,.
Fung a été nommée à l'Ordre du Canada en 2024.

## Enlèvement en 2008
En automne de 2008, pendant sa deuxième mission en Afghanistan, Fung faisait des reportages de la base militaire canadienne à Kandahar. Le 12 octobre, elle était en route vers un camp de réfugiés près de Kaboul quand plusieurs hommes armés ont arrêté son véhicule et l'ont enlevée. Fung a elle-même alerté ses supérieurs immediatement avec son téléphone portable et a indiqué que les ravisseurs n'étaient pas talibans mais plutôt des «brigands». Son traducteur a affirmé initialement qu'il avait été roué de coups et abandonné par les ravisseurs, mais les autorités afghanes l'ont impliqué dans l'enlèvement et arrêté. 
Radio-Canada a demandé un «black-out» médiatique pendant les négociations avec les ravisseurs, pour éviter de mettre la vie de Fung en danger. Même si l'incident a été mentionné dans la presse afghane, tous les médias canadiens se sont abstenus d'ébruiter l'enlèvement.
Après des semaines de négociations, Fung a été libéré le 8 novembre. Un représentant pour le gouverneur de la Province de Wardak a indiqué que les chefs tribaux afghans et membres du conseil provincial ont négocié sa libération et qu'aucune rançon n'a été payée,.